# Pendalian
Pendalian is een bestuurslaag in het regentschap Rokan Hulu van de provincie Riau, Indonesië. Pendalian telt 3120 inwoners (volkstelling 2010).